# Derovatellus onorei
Derovatellus onorei är en skalbaggsart som beskrevs av Olof Biström 1982. Derovatellus onorei ingår i släktet Derovatellus och familjen dykare. Inga underarter finns listade i Catalogue of Life.